# Битва при Баргебуре
Битва при Баргебуре — сражение, которое состоялось в 1433 году возле селения Баргебур близ Нордена в Восточной Фризии между хофтлингами Фокко Укеной с одной стороны и братьями Эдцардом и Ульрихом Кирксенами с другой стороны. В этой битве Фокко потерпел поражение и окончательно завершил своё правление как самый могущественный хофтлинг во фризских землях между Лауэрсом и Везером.

## Предыстория
До 1430 года Фокко Укена был верховным хофтлингом во фризских землях. Он устранил своего крупнейшего конкурента Окко II том Брока и правил как князь. Тем не менее, ситуация меняется, и на сцену выходит другой влиятельный род хофтлингов, Кирксена. Этот род заключает союз с противниками Фокко, а также освобождает заключённого под стражу Окко том Брока. Фокко вынужденно отступает в свой укреплёный замок в Лере, где он был осаждён войсками противника в 1431 году. Его сыновья в Восточной Фризии не могут прийти ему на помощь, но ночью ему удаётся сбежать. Его замок был разорён и разрушен до основания.
Фокко начинает терять влияние в Восточной Фризии, так как многие его бывшие союзники присоединяются к Кирксенам. Несмотря на эти неудачи, Фокко в союзе епископством Мюнстера пытается бороться с противниками. В течение долгого времени всё идёт успешно, с помощью двух его сыновей и зятя Зибета Папинги Фокко проводит опасные набеги, которые приносят ему богатую добычу и дают прозвище «летучий». Но затем в 1433 году оба его сына погибают в битве с противниками, и власть Фокко постепенно переходит к Эдцарду и Ульриху.

## Битва
Братья Кирксена собрали большую армию против Уко Фоккены под Баргебуром, где находился Укко. В битве при Баргебуре Фокко вынужден был сдаться и забрать своего тяжело ранненного зятя Зибета. Он вынужден был переехать в Гронинген, оставив всё, что ему принадлежало в Восточной Фризии. Смертельно раненный Зибет Папинга позже умер в своём имении.